# Tityus ventuarensis
Espèce
Tityus ventuarensis est une espèce de scorpions de la famille des Buthidae.

## Distribution
Cette espèce est endémique de l'État d'Amazonas au Venezuela. Elle se rencontre vers Atabapo.

## Description
Le mâle holotype mesure 95,65 mm.

## Étymologie
Son nom d'espèce, composé de ventuar[i] et du suffixe latin -ensis, « qui vit dans, qui habite », lui a été donné en référence au lieu de sa découverte, le río Ventuari.

## Publication originale
- González-Sponga, 2009 : « Biodiversidad en Venezuela. Aracnidos. Descripcion de cuatro nuevas especies del genero Tityus Koch, 1836 (Escorpiones: Buthidae) de los estados Bolivar y Amazonas. » Revista de investigación, vol. 33, no 66, p. 227-255.